# Petra Frey
Petra Frey (født d. 27. juni 1978) er en østrigsk sangerinde, som repræsenterede Østrig ved Eurovision Song Contest 1994 med sangen "Für den Frieden der Welt". Sangen fik en 17. plads ud af 25 deltagende lande. 